# Marimba (Angola)
Marimba es un municipio de la provincia de Malanje en Angola. En julio de 2018 tenía una población estimada de 29 614 habitantes.
Se encuentra ubicado en el centro-norte del país, al norte de la meseta de Bié y al oeste del curso alto del río Cuango (uno de los principales afluentes del río Kasai).